# Les Chéris
Les Chéris è un comune francese di 267 abitanti situato nel dipartimento della Manica, nella regione della Normandia.

## Società

### Evoluzione demografica
Abitanti censiti